# Ейлін Ріґґін
Ейлін Ріґґін (англ. Aileen Riggin; 2 травня 1906 — 17 жовтня 2002) — американська плавчиня і стрибунка у воду.
Олімпійська чемпіонка 1920 року, призерка Олімпійських Ігор 1924 року.